# Bitwa pod Schwechat
Bitwa pod Schwechat była jedną bitew w rewolucji węgierskiej 1848–1849. Doszło do niej dniu 30 października 1848 pomiędzy węgierską Armią Rewolucyjną a armią austriacką pod Schwechat koło Wiednia. Była to ostatnia bitwa w 1848 roku w nadunajskiej kampanii. Węgierska Armia pod dowództwem gen. János'a Móga pokonana została przez armię austriacką dowodzoną przez Alfreda I, księcia Windisch-Grätz'a.

## Bitwa
Początek walki był obiecujący dla armii węgierskiej. Na prawym skrzydle siły pod dowództwem Richarda Debaufre Guyon, przejęły po 20 minutowej walce kontrolę nad Manswörth. Ale walka  w centrum nie była tak łatwa, natomiast siły na lewej flance (pod dowództwem pułkownika Mihály Répásy) przybyły zbyt późno, więc sukces Guyon'a zmienił  linię wojsk węgierskich na jednostronny manewr okrążający. Było to niefortunne, ponieważ silniejsza armia austriacka mogła zaatakować centrum, więc Moga wydał powtórnie rozkaz  Arturowi Görgey ataku w centrum.
Jelačić zdał sobie sprawę, że centrum jest zagrożone i rozkazał kawalerii gen. Lichtenstein'a uderzyć w kierunku centrum armii węgierskiej. W tym samym czasie generał Karl Zeisberg zaatakował Görgeya. Większości nieostrzelanych i niedoświadczonych żołnierzy z legionu Görgeya rozpoczęło bezwładny odwrót. Natomiast węgierska artyleria - po krótkim odwrocie - ponownie zaczęła ostrzeliwać Austriaków, którzy szturmowali centrum armii węgierskiej.
Na szczęście dla Węgrów, mimo że płk Répásy spóźnił się, przybył jednak przed armią austriacką, która zaczęła atakować centrum armii węgierskiej. Jego obecność powstrzymała Lichtenstein'a od zamknięcia w kotle centrum  armii węgierskiej. Windisch-Grätz  także popełnił błąd strategiczny, bowiem nie cofnął się do Wiednia, więc nie był w stanie zagrozić armii węgierskiej.

## Następstwa
Głównym celem dowództwa armii austriackiej było zapobieżenie połączenia rebeliantów w Wiedniu z węgierską armią. W tym zakresie, Windisch-Gratz wygrał bitwę, gdy z powodzeniem zaatakował i powstrzymał marsz Węgrów, a powstańcy w Wiedniu bez wsparcia skapitulowali. Niebyła to porażka decydująca dla armii węgierskiej, która zachowując siły wycofała się w kierunku Węgier, jednak utraciła inicjatywę strategiczną.
Bitwa wykazała, że doświadczenie i morale wojsk węgierskich było zbyt niskie, by pokonać regularne oddziały wierne cesarzowi. Pilne i niezbędne w armii węgierskiej stało się znalezienie odważnych i doświadczonych dowódców. Po tej bitwie tylko lojalni i odważni dowódcy dostali wyższe stanowiska w armii węgierskiej.